# Aegiochus perulis
Aegiochus perulis är en kräftdjursart som först beskrevs av Menzies och George 1972.  Aegiochus perulis ingår i släktet Aegiochus och familjen Aegidae. Inga underarter finns listade i Catalogue of Life.